# Riu Andarab
El riu Andarab és un riu de l'Afganistan a la província de Baghlan.
Creua el districte al qual dona el seu nom (vegeu Districte d'Andarab). Desaigua al riu Kunduz del que és un dels dos principals afluents per la dreta (l'altra és el riu Khanabad).
L'Andarab neix al pas de Khawak o Aawak (3.600 metres) i desaigua al riu Kunduz prop de Dushi. El seu cabal és d'1,1 bilions de metres cúbics a l'any. Els seus afluents principals són el Arezu, el Banu o Banow i el Kasan.